# Flagge Bangladeschs
Die Flagge Bangladeschs zeigt eine nach links aus dem Zentrum der Flagge verschobene rote Scheibe auf grünem Hintergrund. Die rote Scheibe symbolisiert dabei die Sonne, die über Bengalen aufgeht. Ebenso steht die Farbe Rot für das Blut der Opfer im Kampf um die Unabhängigkeit des Landes. Die Farbe Grün steht nicht für den Islam, sondern die Üppigkeit der Felder des Landes. Die rote Scheibe hat einen Durchmesser von zwei Drittel der Höhe der Flagge. Ihr Zentrum ist im Verhältnis von 9:11 zum Flaggenmast verschoben. 
Sie wurde offiziell am 17. Januar 1972 angenommen. Während des Jahres 1971 und des Bangladesch-Krieges wurde eine ähnliche Flagge verwendet. Der einzige Unterschied sind die Umrisse von Bangladesch, die in gelber Farbe in der roten Scheibe dargestellt waren. Diese Karte wurde aus der Flagge entfernt, wahrscheinlich um eine vereinfachte Darstellung zu erhalten.

## Farben
| System                      | Grün     | Rot       |
| --------------------------- | -------- | --------- |
| RGB                         | 0-106-78 | 244-42-65 |
| Hexadezimale Farbdefinition | #006A4E  | #F42A41   |

1:2  Handelsflagge
1:2  Dienstflagge
1:2  Seekriegsflagge
3:5  Flagge Bangladeschs, 1971 bis 1972
3:5  Flagge Bangladeschs, 1971 bis 1972, Rückseite